# Bernhard Falk (terroriste)
Bernhard Falk, né en 1967, est un islamiste et un ancien terroriste d'extrême gauche allemand. Il est aussi connu sous les noms de Bernhard Uzun et Muntasir bi-llah.

## Biographie
Falk est le fils d'une enseignante. Il passe son Abitur en 1986 au Wolfgang-Borchert-Gymnasium à Halstenbek (Schleswig-Holstein) puis étudie la physique à l'université technique de Rhénanie-Westphalie à Aix-la-Chapelle.
Il est d'abord membre du groupe terroriste d'extrême gauche, Antiimperialistische Zellen (en) (AIZ). En 1994, le tribunal régional d'Aix-la-Chapelle (de) le condamne à une peine de prison pour dommages matériels. Après avoir perpetré plusieurs attentats à l'explosif au début des années 1990, Falk et son camarade de promotion Michael Steinau sont arrêtés le 26 février 1996 à Witzhave près de Hambourg. Ils sont accusés d'avoir préparé un attentat contre le député fédéral social-démocrate Freimut Duve. Falk est confondu grâce à un système GPS placé sur son automobile. En 1999, la cour d'appel de Düsseldorf (de) le condamne à 13 ans de réclusion pour quadruple tentative d'homicide et divers crimes à l'explosif. Cette sanction est confirmée par le tribunal constitutionnel fédéral en 2004.
Avant le début de son séjour en prison, Falk se convertit à l'islam et se fait appeler Bernhard Uzun. Depuis sa libération en 2008, il réside à Dortmund où il fréquente des milieux salafistes sous le nom de Namen Muntasir bi-llah. En 2012, il publie un document dans lequel il menace de violences la base militaire américaine de Ramstein, située en Rhénanie-Palatinat. L'office de protection de la Constitution de Rhénanie-du-Nord-Westphalie (de) ouvre donc une enquête contre lui. En septembre 2014, le Generalbundesanwalt beim Bundesgerichtshof rapporte devant la cour d'appel de Düsseldorf que Falk aurait été le complice de codétenus soupçonnés de terrorisme et aurait voulu les faire évader de prison.